# Demag
Demag Cranes AG je nemški proizvajalec industrijskih dvigal in drugih težkih strojev. Zametki podjetja segajo v leto 1819, ko so ustanovili Mechanische Werkstätten Harkort & Co.. Kasneje, leta 1910 je z združitvijo več podjetij nastal današnji Deutsche Maschinenfabrik AG - "Demag". Leta 1973 je skupina Mannesmann prevzela Demag. Leta 2011 je Terex kupil 67% delnice Demaga in tako postal večinski lastnik. 